# BeBe Zahara Benet
Nea Marshall Kudi Ngwa (20 de março de 1981), mais conhecido por seu nome artístico BeBe Zahara Benet, é um artista de drag, personalidade da televisão e músico camaronês-americano, mais conhecido por vencer a primeira temporada do reality show RuPaul's Drag Race em 2009. Em 2018, ele voltou como um competidor surpresa para a terceira temporada da RuPaul's Drag Race: All Stars, ficando entre os quatro primeiros.
Em 2019, ele estrelou a série de televisão transformacional TLC Dragnificent!, como o especialista em planejamento de eventos.

## Vida Pregressa
Benet nasceu em Camarões. Sua família mais tarde mudou-se para a França onde Benet morou até que ele se estabeleceu em Minneapolis para completar seus estudos universitários e ficar mais perto da família.

## Carreira
A primeira experiência de Benet com drag foi em um desfile de moda em Paris, onde ele foi convidado a colocar um vestido para andar na passarela como uma mulher como uma substituição de última hora para uma modelo ausente. His first drag performance was alongside Cyndi Lauper in The Gay 90s bar after moving to Minneapolis in 2000.

### RuPaul's Drag Race
No início de 2009, Kudi Nwga, após uma sugestão da própria RuPaul depois de vê-lo tocar em Circle of Life no Minneapolis Pride, fez o teste para a primeira temporada da competição drag-queen de Logo da reality show  RuPaul's Drag Race .

Muitos artistas drag fazem exatamente o que - ou até mais do que o que - os artistas convencionais fazem. O que fazemos em termos de nossa transformação, nossa música, nossa comédia, é apenas uma arte legítima.

—Kudi Nwga, in a 2018 interview (traduzido em português)
 Ele acabou se tornando uma das nove rainhas do elenco da temporada, having been selected out of thousands of applicants. Foi o vencedor inaugural da série, tendo vencido dois desafios durante a competição. A vitória de Bebe inspiraria muitas drag queens futuras a perseguir a arte do drag, incluindo eventual RuPaul's Drag Race season 8 vencedora Bob The Drag Queen.
Em 2011, Benet apareceu em dois episódios de  RuPaul's Drag U , servindo como um "professor de drag".
Benet foi revelado como o décimo concorrente surpresa na terceira temporada estreia de  RuPaul's Drag Race: All Stars , tornando-se o primeiro vencedor na história do programa a retornar para uma temporada All-Stars. Ele chegou ao final da temporada, tendo vencido dois desafios, mas não foi escolhido para avançar para as duas finais por um júri de rainhas anteriormente eliminadas e posteriormente terminou em terceiro lugar junto com Shangela.
Benet apareceu com Jujubee, Thorgy Thor e Alexis Michelle no especial de televisão TLC  Drag Me Down the Aisle  que foi ao ar em 9 de março de 2019 e mais tarde foi retomado como uma série e renomeado Dragnificent!.

### Música
O primeiro single de dança de Benet, "I'm the Sh * t", foi remixado por Felix Baumgartner, Ralphi Rosario e Mark Picchiotti. Ele lançou seu segundo single, "Cameroon" em julho de 2010. Benet fez uma participação especial no videoclipe de Erasure o relançamento de sua música  A Little Respect , em dezembro de 2010 (que foi uma arrecadação de fundos para alunos do Harvey Milk Institute em São Francisco). Ele lançou seu terceiro single "Dirty Drums" em 17 de abril de 2012 via iTunes. O quarto single dele, "Face," foi lançado em 3 de março de 2014.
Benet gravou um cover de "Little Drummer Boy" para o álbum  Drag Race  Christmas Queens 4.

### Outros empreendimentos e tours
Em novembro de 2017, Kudi Nwga foi um artista de destaque em Queens United, um show beneficente criado por Phi Phi O'Hara em um esforço para arrecadar dinheiro para as pessoas afetadas pelo Furacão Maria.
Em 2018, Kudi Nwga criou "Roar", um show mensal apresentando dança interagindo.
Em 2020, eles co-criaram, produziram e encabeçaram a turnê  Nubia , um Drag Show ao vivo celebrando Black drag queens por meio de música original, coreografia de grupo, instalações de vídeo, vocais ao vivo, sincronização labial e arte performática baseada em narrativa . Na noite de estreia, Vulture.com elogiou o elenco, ex-aluno de RuPaul’s Drag Race ; Bob the Drag Queen, Peppermint, Shea Couleé, The Vixen e Monique Heart observando a “comovente sinceridade” e a “alegre” celebração da cultura negra apresentada no programa.
A turnê começou com shows esgotados na cidade de Nova York e tem planos de visitar Los Angeles, bem como outras cidades importantes dos Estados Unidos.

## Vida Pessoal
Kudi Nwga não se considera uma drag queen e prefere ser chamado de "drag artist" ou "drag performer".
Ele nomeou Christian Dior, Giorgio Armani e Alphadi como ícones da moda pessoal.

## Filmographia

### Filme
| Ano  | Título           | Papel     | Notas                             |
| ---- | ---------------- | --------- | --------------------------------- |
| 2020 | Nubia: Amplified | Ele mesmo | Original do OutTV                 |
| TBA  | Being Bebe       | Ele mesmo | Documentário sobre a vida de Bebe |

### Televisão
| Ano          | Título                        | Papel     | Notas                                        | Ref(s) |
| ------------ | ----------------------------- | --------- | -------------------------------------------- | ------ |
| 2009         | RuPaul's Drag Race            | Ele mesmo | Competidor (Vencedor)                        | [ 9 ]  |
| 2011         | RuPaul's Drag U               | Ele mesmo |                                              | [ 10 ] |
| 2018         | RuPaul's Drag Race: All Stars | Ele mesmo | Competidor (3.º/4.º lugar)                   | [ 11 ] |
| 2019         | Vice Live                     | Ele mesmo | Conviado                                     | [ 21 ] |
| 2019–present | Dragnificent!                 | Ele mesmo | Também conhecido como Drag Me Down the Aisle | [ 22 ] |
| 2019         | The Rachel Ray Show           | Ele mesmo | Conviado                                     | [ 23 ] |
| 2020         | Infinity Train                | Sashay    | Episódio: "The Parasite Car"                 | [ 24 ] |

### Web Series
| Ano  | Título               | Papel     | Notas                     | Ref.   |
| ---- | -------------------- | --------- | ------------------------- | ------ |
| 2014 | WOW Shopping Network | Ele mesmo | Conviado                  | [ 25 ] |
| 2014 | Transformations      | Ele mesmo | Conviado                  | [ 26 ] |
| 2015 | Drag Queens React    | Ele mesmo | Conviado                  | [ 27 ] |
| 2018 | Whatcha Packin'      | Ele mesmo | Conviado                  | [ 28 ] |
| 2018 | Hey Qween            | Ele mesmo | Conviado                  | [ 29 ] |
| 2019 | Follow Me            | Ele mesmo | Episódio: "Pangina Heals" | [ 30 ] |
| 2020 | Bobbin' Around       | Ele mesmo | Episódio: "Nubia"         | [ 31 ] |

### Vídeos de música
| Ano  | Título                         | Artista                      | Ref.   |
| ---- | ------------------------------ | ---------------------------- | ------ |
| 2009 | "Cover Girl"                   | RuPaul ft. Bebe Zahara Benet |        |
| 2009 | "I'm The Shit"                 | Ele mesmo                    |        |
| 2010 | "A Little Respect" (HMI Redux) | Erasure                      | [ 32 ] |
| 2010 | "Cameroon"                     | Ele mesmo                    |        |
| 2014 | "Face"                         | Ele mesmo                    |        |
| 2017 | "Fun Tonite"                   | Ele mesmo                    |        |
| 2018 | "Jungle Kitty"                 | Ele mesmo                    | [ 33 ] |
| 2018 | "Jolene"                       | Dolly Parton                 | [ 34 ] |
| 2018 | "Little Drummer Boy"           | Ele mesmo                    | [ 15 ] |
| 2020 | "Banjo"                        | Ele mesmo                    | [ 35 ] |
| 2020 | "Body on Me"                   | Ele mesmo                    | [ 36 ] |

## Discography

### EPs
| Título            | Detales |
| ----------------- | --- |
| Kisses & Feathers | - Data de lançamento: 17 de novembro em 2017 - Gravador: Savannah Street Music - Formato: Digital download     |
| Broken English    | - Data de lançamento: 23 de abril em 2020 - Gravador: Producer Entertainment Group - Formato: Digital download |

### Singles

#### Como  artista principal
| Título                                 | Ano  | Álbum              |
| -------------------------------------- | ---- | ------------------ |
| "I'm The Shit"                         | 2009 | I'm The Shit       |
| "Cameroon"                             | 2010 | Cameroon           |
| "Dirty Drums"                          | 2012 | 'Single sem álbum  |
| "Face"                                 | 2014 | Face               |
| "Get Fierce (Lose Yourself)"           | 2017 | Kisses & Feathers  |
| "Fun Tonite"                           | 2017 | Kisses & Feathers  |
| "Starting A Fire"                      | 2017 | Kisses & Feathers  |
| "Dirty Drums/Cameroon (All Stars Mix)" | 2018 | Single sem álbum   |
| "Jungle Kitty"                         | 2018 | Single sem álbum   |
| "Little Drummer Boy"                   | 2018 | Christmas Queens 4 |
| "Banjo"                                | 2020 | Broken English     |

#### Como artista em destaque
| Título | Ano  | Album            |
| --- | ---- | ---------------- |
| "CoverGirl (Remix)" (RuPaul featuring BeBe Zahara Benet, Nina Flowers, & Rebecca Glasscock)                            | 2009 | Single sem álbum |
| "Drag Up Your Life" (RuPaul featuring Trixie Mattel, Kennedy Davenport, BenDeLaCreme]], Shangela, & BeBe Zahara Benet) | 2018 | Single sem álbum |
| "Kitty Girl (All Stars Version)" (RuPaul featuring Kennedy Davenport, Shangela, BeBe Zahara Benet, & Trixie Mattel)    | 2018 | Single sem álbum |